# Паберза, Инесе
Инесе Паберза (латыш. Inese Pabērza; 22 апреля 1955, Рига — 13 января 2025, Латвия) — советская, латвийская певица и актриса.

## Биография
Инесе Паберза родилась 22 апреля 1955 в Риге. В 1971 году стала солисткой группы «Menuets», а в 1972 году выступила в её составе на фестивале «Liepājas dzintars». Инесе Паберза регулярно выступала в составе группы вплоть до ее распада в 1983 году. Приняв участие в концертах памяти Яниса Блумса в 1987 году, группа возобновила выступления в 1994 году. Инесе также принимала участие в записи альбомов группы. В 1974 году была признана лучшим вокалистом на Рижском смотре любительских ансамблей.
Инесе Паберза изучала актёрское мастерство на факультете режиссуры и актёрского мастерства Латвийской консерватории у Мары Кимеле, который окончила в 1978 году. Во время учёбы она приняла участие в поэтическом спектакле «Пока солнце еще садится…» (1974) Андриса Бергманиса и Илзе Бинде. С 1978 по 1999 год была актрисой Валмиерского драматического театра.
Инесе Паберза играла в основном лирических, эмоциональных героинь: Фосфорическая женщина («Баня» В. Маяковского, 1978), Селия Дука («Безмолвный рыцарь» Я. Хелтайи, 1979), Лексите («Китайская ваза» М. Зивертса, 1988), Элина («Осенняя соната» И. Бергмана, 1996). С 1984 года снималась в кино.
В 1998 году написала книгу об истории ансамбля «Menuets» под названием «Menuets: savējiem — kas bija, ir un būs…».
Умерла 13 января 2025 года в Латвии в возрасте 69 лет.

## Фильмография
- Малиновое вино — Ирена Альберта (1984)
- Чужой случай — эпизодическая роль (1985)
- Фотография с женщиной и диким кабаном — Гилда Димда (1987)
- Мне нравится, что девушка грустит — мать (2004)